# Jaguár
A jaguár (Panthera onca) az emlősök (Mammalia) osztályának ragadozók (Carnivora) rendjébe, ezen belül a macskafélék (Felidae) családjába tartozó nagytestű faj, amely Dél- és Közép-Amerika trópusi és szubtrópusi területein fordul elő. Közeli rokonságban áll az Óvilágban élő nagymacskákkal, köztük az oroszlánnal, a tigrissel és a leopárddal. Az Újvilágban élő legnagyobb és legerősebb macskaféle és az egyetlen faj a párducformák alcsaládjából (Pantherinae), amelyik Amerikában fordul elő.
A tigris és az oroszlán után a jaguár a harmadik legnagyobb macskaféle. Előfordulási területe az Amerikai Egyesült Államok délnyugati részétől és Mexikótól kezdve, Közép-Amerikán és a dél-amerikai kontinens legnagyobb részén keresztül, egészen Paraguayig, valamint Argentína északi részéig tart. Az 1920-as évek első felére az USA-ból már szinte kiirtották a jaguárt. Az Arizona állambeli Tucson nevű város környékén élő állomány kivételével, mely valószínűleg fenntartja még magát, de a Mexikóból érkező bevándorlást megállítani hivatott fal építése elszigeteli az ott élő néhány példányt, ezért ennek a kisszámú populációnak sincs sok esélye túlélésre.
Megjelenésében a leopárdhoz hasonlít, azonban jobban megfigyelve látható, hogy az újvilági állat valamivel nagyobb és zömökebb testfelépítésű, mint az óvilági rokona, amely alacsonyabb és nyújtott testű. Viselkedése és az élőhelye inkább a tigriséhez hasonlít. Az esőerdőt részesíti előnyben, de számos élőhelyen fellelhető; egyaránt megtalálható mindenféle erdőtípusokban, mocsaras területeken, erdő közeli füves részeken és tengerpartokon is. Szintén viselkedési hasonlatosságot mutat a tigrissel azzal, hogy általában vízközelben él, és mint az ázsiai rokona, előszeretettel úszik. A jaguár magányos állat és lesből támad; az elterjedési területén csúcsragadozónak számít. Az élőhelyén megtalálható majdnem összes másik faj szerepel az étlapján. Kulcsfaj, mivel zsákmányaira vadászva egyensúlyban tartja az ökoszisztémában levő élőlényeket, így a növényevőknek nincs esélyük túlszaporodni és tönkretenni a helybéli növényzetet. Érdekesség, hogy a többi nagymacskához képest is igen erős a harapása. Ennek az erős harapásnak köszönhetően a jaguár fel tudja törni még a páncélos hüllők (teknősök) védőburkát is, és át tudja harapni az emlősök és a krokodilok koponyáját. Ezzel a módszerrel az áldozata fülén keresztül a fogait az agyáig juttatva megöli áldozatát. Ez az elejtési mód szokatlan a nagymacskák körében.
A Természetvédelmi Világszövetség (IUCN) Mérsékelten fenyegetett fajként tartja számon a jaguárt. A faj egyedszáma manapság csökken és számára legnagyobb veszélyt az élőhelyeinek elvesztése, valamint a meglévők egymástól való elszigetelődése jelenti. Nemzetközi egyezmények tiltják a jaguárral és a testrészeivel folytatott kereskedelmet, mégis Dél-Amerikában a farmerek még jelentős mértékben pusztítják az ott élő állományát. Az emberi tevékenység eredményeként sok korábbi élőhelyéből már eltűnt, de a jaguár jelenlegi elterjedési területe mégsem kicsi. Korábban Amerika-szerte előfordult, ezért számos indián kultúrában megjelent, így például a maják és az aztékok mitológiájában is jelentős szerepet játszott.

## Neve
A jaguár szó a dél-amerikai tupi-guarani nyelvek egyikéből, talán az Amazonasban használt kereskedői nyelvből, azaz a nyengatu nyelvből ered. A yaguara szó, melynek pontos jelentése „szörny”, „fenevad”, néha „kutyának” van lefordítva. A közismert jaguar szót a portugálok terjesztették el; ez az állatnév eredetileg „yaguareté” volt; e névben az „-eté” végződés igazit, valódit jelent.
Más magyarázat szerint a jaguár elnevezés egy indián szóból ered, melynek jelentése „aki egy ugrással leterít”. Lévén jó mászó, nemegyszer a leshelyéről szolgáló fáról ugrik rá a gyanútlanul arra haladó zsákmányára.
Tudományos megnevezésében a nemét „Panthera”-nak mondják, amely leopárdot jelent; a leopárd a típusfaja a Panthera nemnek. A „Panthera” szó egyes fordítás szerint azt jelenti, hogy: „mindennek a ragadozója”. Mások szerint a szanszkrit „pundarikam” szóból ered, és egyszerűen tigrist jelent.
Az állat fajneve, az „onca” a portugál „onça”-ból származik, amely talán a hópárduc (Uncia uncia) „Uncia” megnevezésére utal; vagy talán a hiúzéra (Lynx), mivel olaszul: „lonza”, régi franciául: „l'once”.
Sok közép- és dél-amerikai országban ezt a macskafélét „el tigre”, azaz a tigris néven ismerik.

## Rendszertani besorolása és kifejlődése

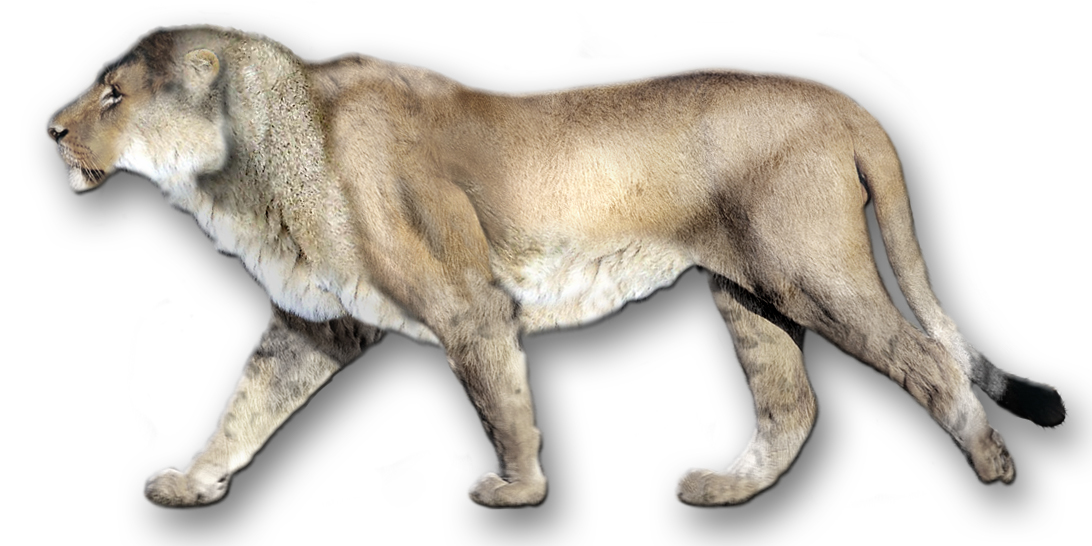
A kihalt amerikai oroszlán; egy másik Panthera, amely letelepedett Amerikában

Ez a nagymacska az egyetlen még élő Panthera nembeli állat az amerikai szuperkontinensen. A DNS-vizsgálatok azt mutatják, hogy az oroszlánnak, a tigrisnek, a jaguárnak, a leopárdnak, a hópárducnak és a ködfoltos párducnak közös őse van; ez az ősmacska körülbelül 6–10 millió évvel ezelőtt élt. Az eddig felfedezett maradványok pedig azt mutatják, hogy a Panthera macskanem csak 2–3,8 millió éve jelent meg. A törzsfejlődéses (philogenesis) kutatások szerint a ködfoltos párduc (Neofelis nebulosa) a bazálisfaj ebben az állatcsoportban; azaz meglehet, hogy belőle fejlődtek ki a többi fajok. Hogy melyik a korábban vagy újabban kifejlődött párducforma, ma még nem ismert.
Az alaktanból kiindulva a brit zoológus, Reginald Innes Pocock a leopárdot tartja a jaguár legközelebbi rokonának. A DNS-vizsgálatok segítségével sem sikerült idáig pontosan meghatározni a jaguár rokonsági kapcsolatait. A fosszilis európai jaguáron (Panthera gombaszoegensis) és az amerikai oroszlánon (Panthera leo atrox) végzett DNS kutatások azt mutatták, hogy ezeknek az állatoknak egyaránt voltak jaguár és oroszlán jellemzőik. A jaguár mitokondriális DNS-e szerint ez a faj 280-510 ezer éve jelent meg, később, mint ahogy azt a fosszilis leletek mutatják.

### Ázsiai ősei
Habár jelenleg a jaguár kizárólag az amerikai szuperkontinensen fordul elő, az ősei az óvilágból származnak. A kutatók szerint 2 millió évvel ezelőtt a jaguárnak és a szintén pettyes leopárdnak közös őse volt, és ez az állat Ázsia területén élhetett. A pleisztocén elején a mai jaguár ősei átkeltek az Ázsiát és Észak-Amerikát összekötő Bering-földhídon (ez a földhíd manapság víz alatt van, helyén a Bering-szoros található). Később ezek az elődök délebbre, azaz Közép- és Dél-Amerikába húzódtak le, ahol a szarvasfélék és más legelő állatok nagy csordákat alkottak.

### Alfajai

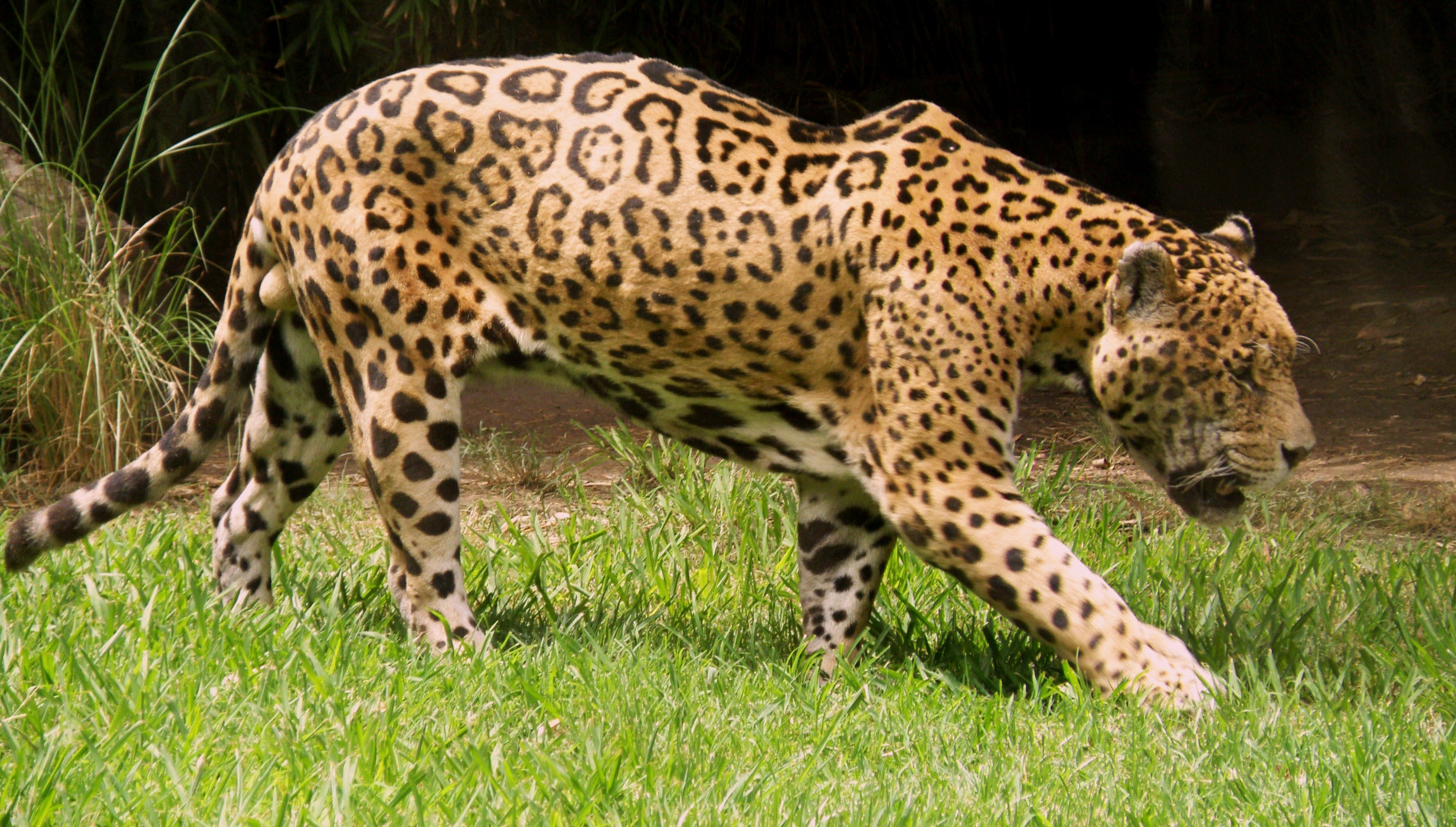
Panthera onca palustris, a jaguár legnagyobb alfaja

Alfajainak a legutóbbi meghatározását 1939-ben Pocock végezte el. A brit zoológus az előfordulási területek helyszínéből, valamint a koponyák alakjának vizsgálatából nyolc alfajt ismert el. Azonban bevallása szerint nem volt elég anyaga a pontos meghatározásokhoz, és kételkedik egyesek alfaji státuszában. Munkájának későbbi értelmezései szerint Pocock csak három alfajban volt biztos.
Az újabb kutatások sem találtak az alfajok megkülönböztetésére utaló jellemzőket. Larson (1997) morfológiai tanulmányai szerint a különböző jaguárállományok közötti megjelenési eltérések észak–dél irányban haladnak. Továbbá az alfajokon belüli változatosságok nagyobbak, mint a különböző állományok közöttiek. 2001-ben Eizirik és munkatársai genetikai vizsgálatokat végeztek, és arra az eredményre jutottak, hogy területileg nincs elhatárolt alfaj, bár az olyan természeti akadályok, mint például az Amazonas, megakadályozzák a különböző jaguárállományok közötti géncserét. Egy kolumbiai tanulmány pontosabban feltérképezte az országon belüli állományok felépítését.
Manapság még mindig Pocock meghatározása a legelterjedtebb. Seymour, Pocock kutatásaiból kiindulva a következőképpen csoportosítja az alfajokat:
- Panthera onca onca Linnaeus, 1758 – Venezuelától az Amazonason keresztül (az alábbival)
  - P. onca peruviana de Blainville, 1843 – Peru partjáig
- Panthera onca hernandesii J. E. Gray, 1857 – Nyugat-Mexikótól kezdve (az alábbiakkal)
  - P. onca arizonensis Goldman, 1932 – Arizona déli részétől a mexikói Sonora-sivatagig
  - P. onca centralis Mearns, 1901 – Salvadortól Kolumbiáig
  - P. onca goldmani Mearns, 1901 – a Yucatán-félszigettől Belize-ig és Guatemaláig
  - P. onca veracrucis Nelson & Goldman, 1933 – Texas középső részétől Mexikó délkeleti részéig
- Panthera onca palustris Ameghino, 1888 – A brazíliai Pantanal mocsárban (Mato Grosso és Mato Grosso do Sul államokban), a paraguayi Paraguay folyó mentén, valamint Argentína északkeleti részén fordul elő; ez az alfaj az összes közül a legnagyobbik, a hímek testtömege a 135 kilogrammot is elérheti.[25]

A Mammal Species of the World szerint kilenc alfaj létezik, a fenti nyolc plusz a Panthera onca paraguensis Hollister, 1914.

## Előfordulása

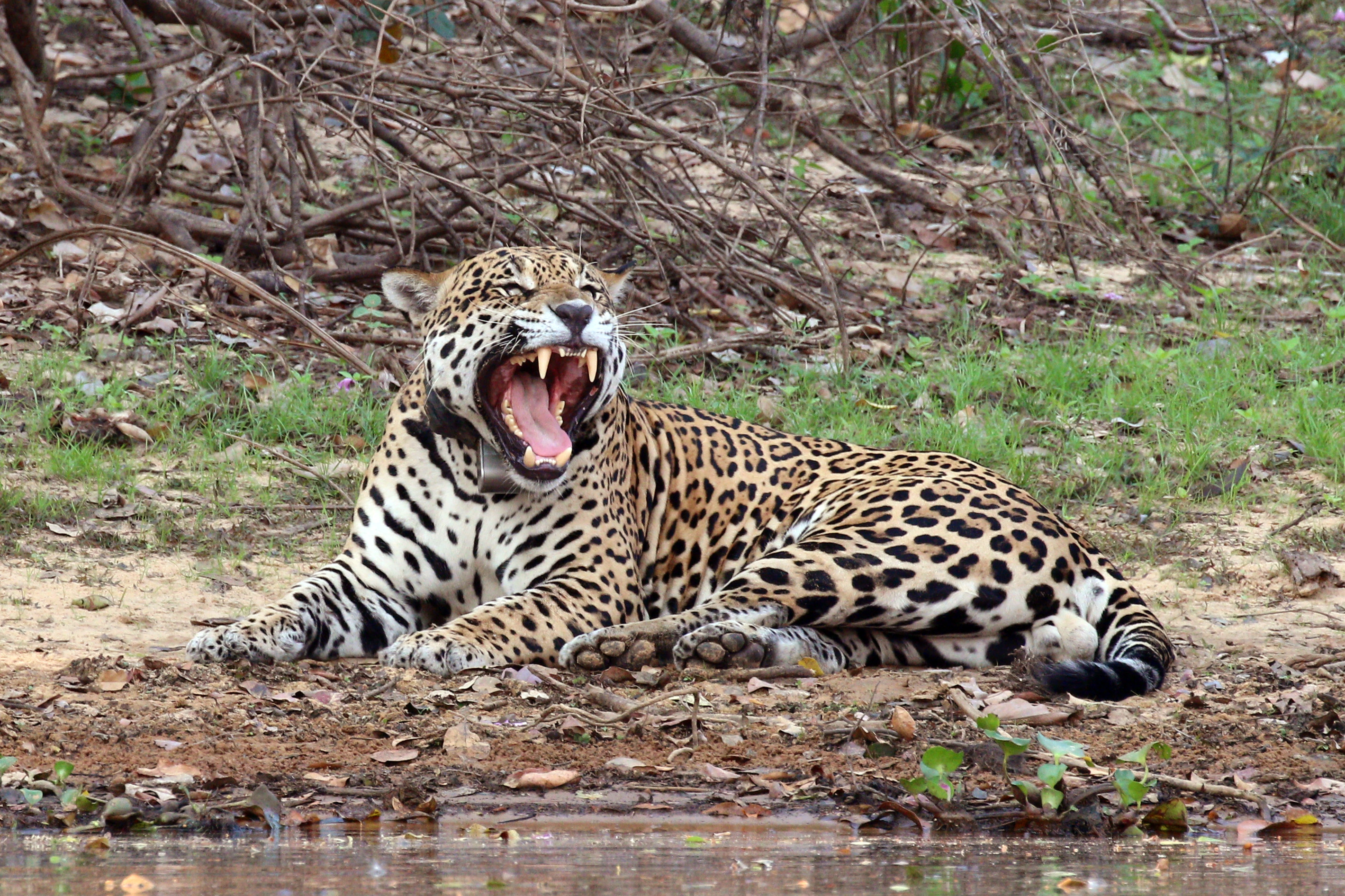
Előfordulási területének a csúcsragadozójaként nincs mitől tartania; emiatt nyugodtan ásítozik a parton

A jaguár amerikai állatnak számít, amióta a pleisztocén kor elején átlépte a Bering-földhidat. A mai állat ősét, amely megtette ezt az utat, Panthera onca augustának nevezik, és ez valamivel nagyobb volt, mint az utódja. A velünk kortárs állat előfordulási területe hatalmas, mivel az Amerikai Egyesült Államok délnyugati részétől kezdve Mexikón és a többi közép-amerikai országon, valamint Dél-Amerika legnagyobb részén keresztül egészen Argentína északi részéig tart. Manapság a következő országokban lelhető fel: Argentína, Belize, Bolívia, Brazília, Kolumbia, Costa Rica (főleg az Osa-félszigeten), Ecuador, Francia Guyana, Guatemala, Guyana, Honduras, Mexikó, Nicaragua, Panama, Paraguay, Peru, Suriname, az Amerikai Egyesült Államok és Venezuela. Salvadorból és Uruguayból kihalt. A belize-i Cockscomb Basin rezervátum 400 négyzetkilométernyi területén, a mexikói Sian Ka’an Bioszféra-rezervátum 5300 négyzetkilométernyi területén, a perui Manú Nemzeti Park 15 000 négyzetkilométernyi területén, a brazíliai Xingu Nemzeti Park 26 000 négyzetkilométernyi területén, továbbá sok más rezervátumban jelen van ez a ragadozó emlős.
Az Amerikai Egyesült Államok azért szerepel ennek a fajnak az elterjedési listáján, mert délnyugati részén, azaz Arizonában, Új-Mexikóban és Texasban újabban fel-felbukkantak jaguár egyedek. Az 1920-as évek elején az amerikai nagymacska előfordulásának északi határa a Grand Canyonnál, míg nyugati határa Dél-Kaliforniában volt. Ebben az országban az Endangered Species Act (a veszélyeztetett fajokról szóló) törvény szerint a jaguár védett állat, és a bundájáért való vadászata szigorúan tilos. 1996 és 2004 között az arizonai vadőrök időnként lencsevégre kaptak néhány jaguárt. 2004–2007 között a dél-arizonai Buenos Aires National Wildlife Refuge központ környékén 2–3 jaguárt észleltek; ezekből az egyiket, a Macho B nevűt 1996-ban is lefényképezték ebben a térségben. Ahhoz, hogy életképes, önfenntartó állománya lehessen az USA-ban, nemcsak e ragadozót kellene védeni, hanem a neki megfelelő zsákmányállatait is, továbbá szükséges lenne összekötő folyosókat biztosítani a mexikói állományokkal. 2009 februárjában az arizonai Tucson mellett egy 53,5 kilogrammos jaguárt láttak el jeladóval; ez a példány az eddigi megfigyelések szerint a legészakibb képviselője a fajának, tehát meglehet, hogy szaporodóképes állomány is van az Amerikai Egyesült Államok területén. Később Macho B-ként azonosították a jeladóval ellátott állatot. 2009. március 2-án újból befogták ezt a példányt, de az állat ezek után elpusztult; először úgy vélték, hogy veseelégtelenség miatt, de később az egyik vadőr bevallotta, hogy ő pusztította el ezt a ritka ragadozót. Feltételezések szerint ez a jaguár 16 éves lehetett, vagyis két évvel idősebb, mint más ismert, de vadon élő fajtársai.

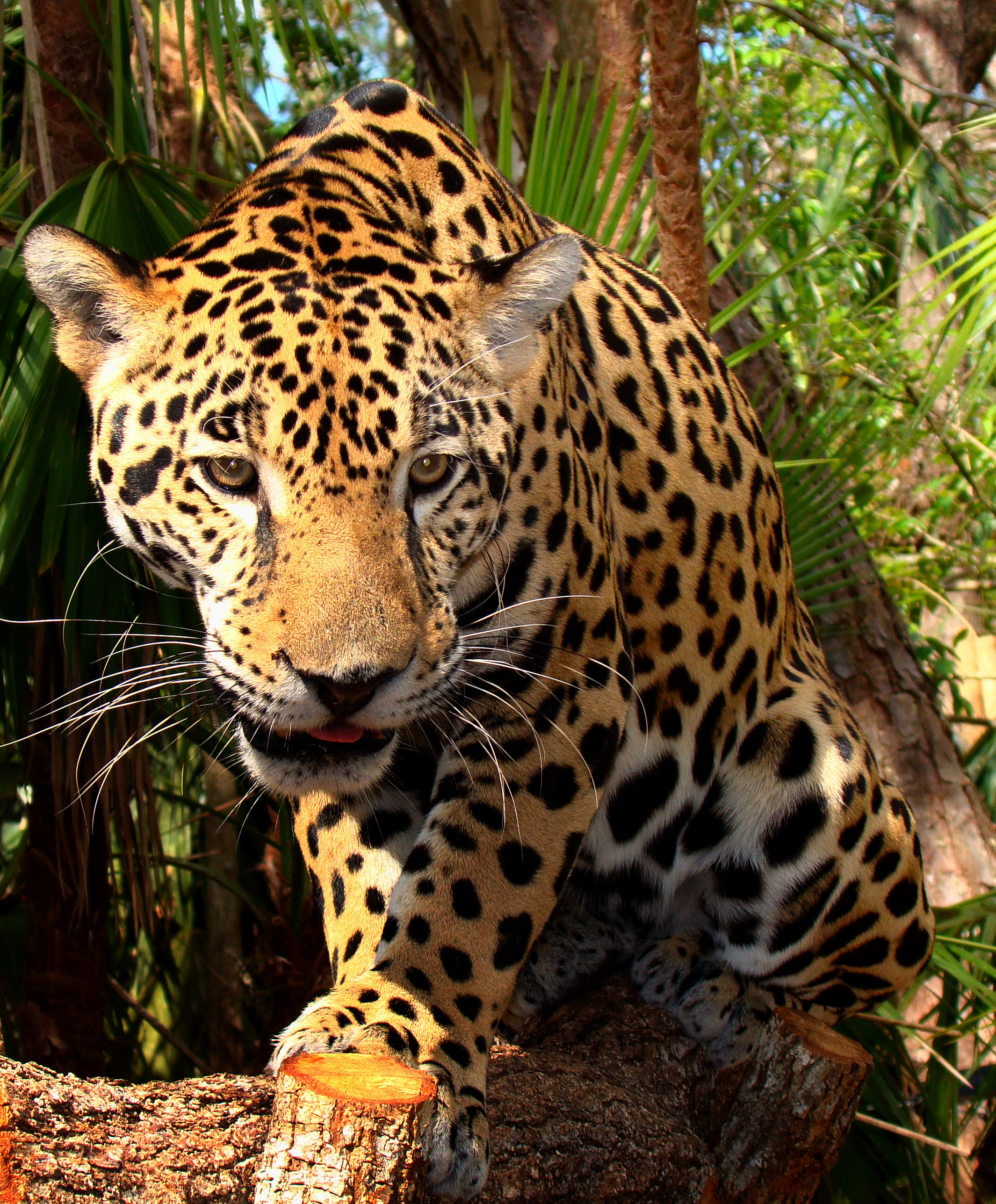
Fiatal példány a belize-i állatkertben

Ha teljesen elzárja a területet az USA és Mexikó közti fal, amely az illegális bevándorlást hivatott megállítani, az észak-amerikai jaguár helyzete drasztikusan megváltozik. Az USA-beli és a mexikói példányok többé nem keveredhetnek, tehát az északi állomány génállománya erősen leszegényedik, a beltenyészet pedig tönkreteheti az úgyis hajszálon függő populációt. Az Amerikai Egyesült Államokbeli jaguárok nemcsak, hogy nem fognak északabbra letelepedni, de végleg ki is halhatnak.
A jaguár korábbi előfordulási területe az USA déli részétől Argentína északi részéig tartott, manapság viszont északon 1000 kilométert, míg délen 2000 kilométert veszített az egykori területéből. Az eljegesedés idejéből előkerült fosszilis maradványok 40 000 és 11 500 év közöttiek. Ezek a maradványok északon, például Missouri államban is előfordulnak. A kövületek alapján az ősjaguár 190 kilogrammos lehetett, tehát jóval nagyobb, mint mai utóda.
Közép- és Dél-Amerikában ez a csúcsragadozó esőerdőkben, nyíltabb, évszakonként elárasztott mocsaras területeken, valamint száraz füves pusztákon él, bár a sűrű erdőket részesíti előnyben. A szárazabb, füves élőhelyeit hamarabb elvette tőle az ember; úgyhogy a jaguár állományok az argentínai pampákon, a mexikói füves pusztákon és az USA délnyugati részén kezdtek hamarabb csökkenni. A jaguár egyaránt megtalálható a trópusi, a szubtrópusi és a száraz lombhullató erdőkben is; az USA-ban például tölgyesekben is élt. Az állat a vizes élőhelyeket kedveli; legtöbbször folyók és mocsarak mellé telepszik le. Az esőerdők sűrű növényzetében észrevétlenül surranhat közel az áldozatához. 3800 méteres magasságban is láttak már jaguárt, bár a magashegységeket kerüli. Közép-Mexikó magasabb részein és az Andokban hiányzik ez a ragadozó.
Egyes feltételezések szerint az ausztráliai Sydney-t körülvevő esőerdőben fekete párducok, vagy melanisztikus jaguárok élnek. Egy helybéli híradó szerint 450 személy számolt be nagytestű fekete macskákról, továbbá bizalmas iratok is előkerültek, melyek szerint az Új-Dél-Wales kormánya már küldött ki embereket, akik kivizsgálják a nagymacskák jelenlétét és azok veszélyességét a lakosságra nézve. Felkértek egy szakértőt, hogy fogjon be belőlük egyet. A háromnapos vadászat alatt nem sikerült befogniuk egyet sem, de Johannes J. Bauer ökológus a következőre figyelmeztetett „Bár nehéz elfogadni, a legvalószínűbb magyarázat az, hogy van itt egy nagytestű, ragadozó macskaféle. Ezen a helyen nagyobb a valószínűsége, hogy inkább leopárdról van szó, semmint jaguárról.”

### Jaguárok az Amerikai Egyesült Államokban

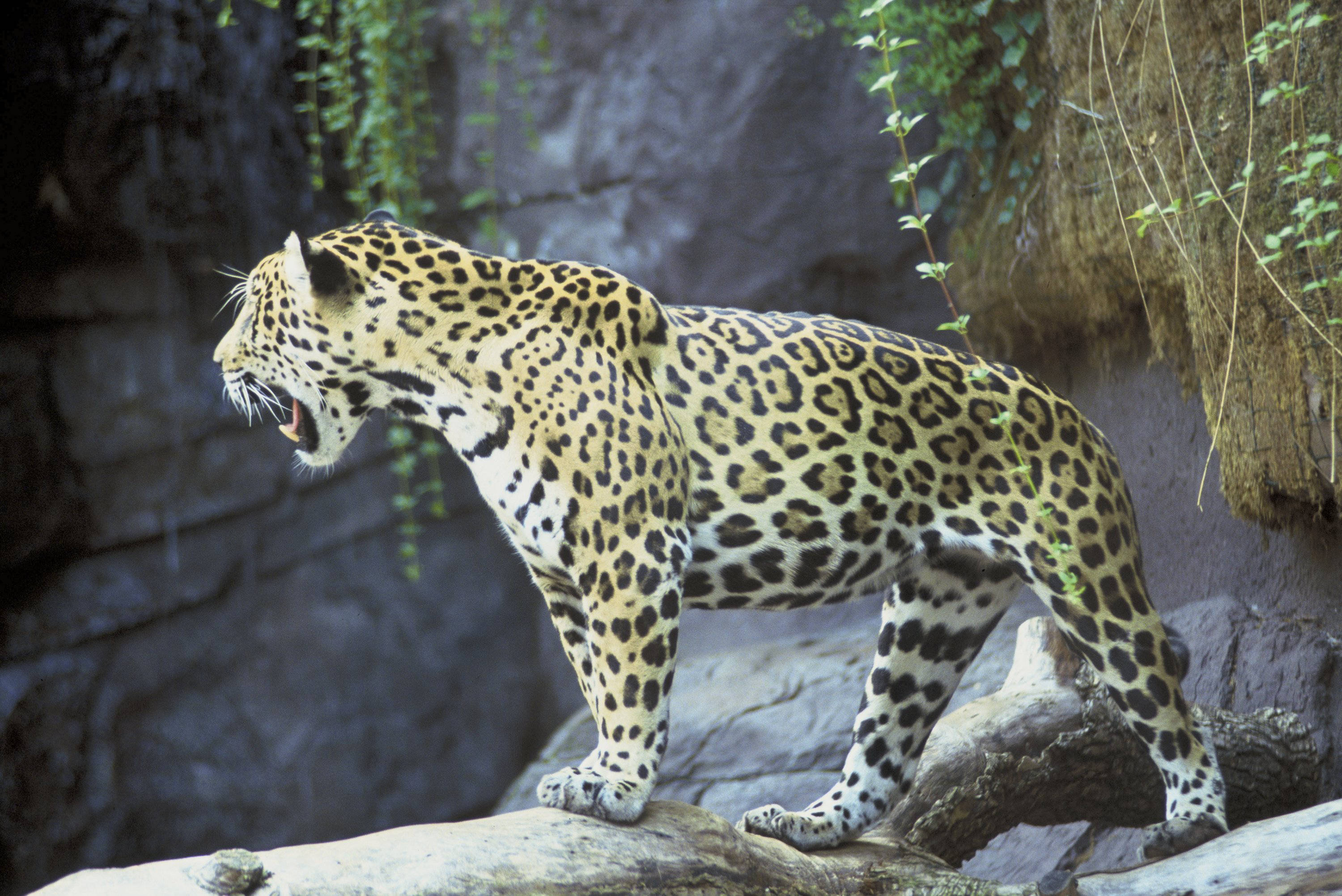
Az USA-beli jaguárállománynak létfontosságú, hogy időnként a mexikói példányokkal keveredjen

Észak-Amerikában a jaguár az egyetlen macskaféle, amely képes bömbölni. 1799-ben Thomas Jefferson amerikai állatnak nyilvánította a jaguárt. Kaliforniában többször észlelték olyan északi területeken is, mint Monterey város környéke; e térségben 1814-ben a német–orosz Grigory Langsdorff és 1826-ban az angol Frederick William Beechey látott jaguárt. A part menti San Diegó-i kumeyaay törzsbelieknek és a Palm Springs-i cahuilla indiánoknak van szavuk a pettyes macska megnevezésére; továbbá ez a nagymacska e térségekben maradt 1860-ig. Az 1860 előtti időkből csak egyetlenegy USA-beli kölykező veremről számoltak be; ez a kaliforniai Tehachapi-hegységben volt. 1843-ban Rufus Sage kutató és tapasztalt nyomkereső jaguár jelenlétét észlelte a coloradoi North Platte folyó forrásvidékénél, amely 30–50 mérföldre északi irányban van Longs Peaktól. 1544-ben, a Sebastian Cabot által készített térképen Pennsylvania és Ohio völgyeiben is ott volt a jaguár. Korábban Texas keleti részén, valamint Arizona és Új-Mexikó egész területén jelen volt. Az 1940-es évektől kezdve már csak ezen államok legdélibb részeire szorult vissza. Habár kevésbé megbízhatóak, mint a zoológusok észrevételei, az amerikai bennszülöttek jaguármotívumos tárgyai e ragadozó állat hatalmas előfordulási területéről tanúskodnak, hiszen e tárgyak az északnyugati partvidéktől Pennsylvaniáig, valamint Floridáig sokfelé megtalálhatók.
Az USA területéről az angol-amerikaiak eléggé gyorsan irtották ki ezt a nagymacskát. Az Államokban az utolsó nőstény jaguárt 1963-ban, az arizonai Fehér-hegységben lőtte le egy vadász. 1969-ben Arizonában betiltották a jaguárvadászatot, de ekkortájt már csak két hím példány maradt meg. 25 éven keresztül ebben az államban csak ez a két jaguár létezett, aztán ezeket is megölték. 1996-ban az arizonai Douglas nevű városban lakó Warner Glenn, aki addig farmer és nyomkövető volt, a Peloncillo-hegységben rábukkant egy jaguárra; azóta kutató lett belőle és fényképezőgépeket helyezett ki a vadonba. Ezek a gépek még négy arizonai jaguárt fényképeztek le. A 15 év alatt észrevett négy hím jaguárt 2006-ig többé nem észlelték. Aztán 2009-ben egy hím példányt, amelynek a Macho B nevet adták, rádióadó nyakörvvel láttak el a vadőrök; azonban ez az állat az esemény után hamarosan elpusztult. Később az egyik arizonai vadőr bevallotta, hogy csapdát állított az állatnak, és emiatt pusztulhatott el. A vadőrt elbocsátották állásából. 2011-ben az arizonai Cochise mellett egy vadász, miután a kutyái a nyomára bukkantak, lefényképezett egy 90,5 kilogrammos hím példányt; a jaguár nem sebesült meg az esemény során. 2011 júniusában egy belbiztonsági pilóta észrevett egy másik jaguárt a mexikói határ környékén. 2010-ben, 30 mérföldre a mexikói határtól, a zoológusok két másik jaguárt láttak. 2012 szeptemberében az arizonai Santa Rita-hegységben is lencsevégre került egy jaguár; ebben a térségben másodszor két év alatt. Feltételezhető, hogy 2013 júniusáig, azaz kilenc hónapon keresztül, mindig ugyanezt a példányt sikerült lefényképezni.

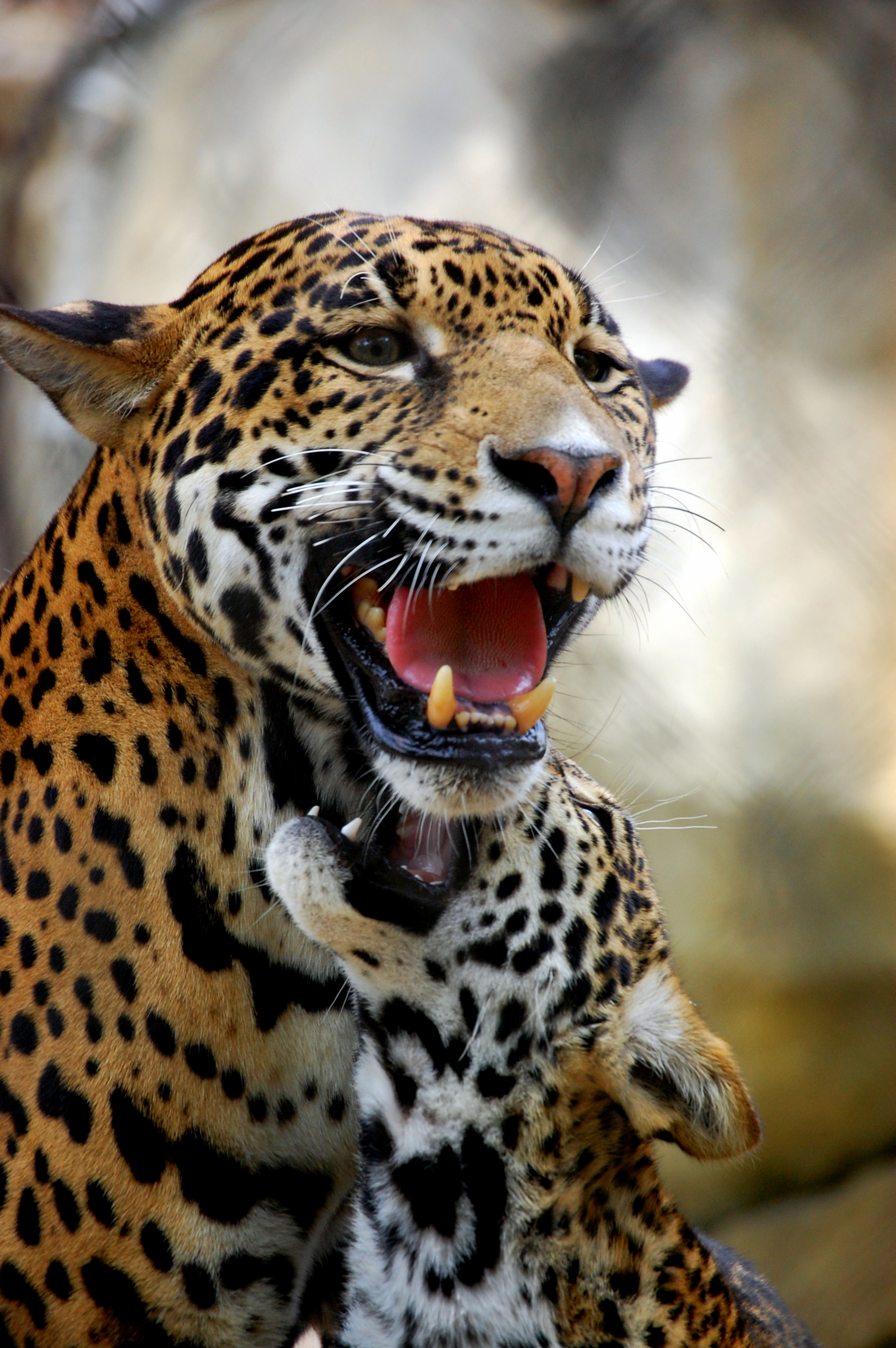
Ha nem részesülnek megfelelő védelemben, akkor már csak állatkertben lesznek láthatók, mint ez az anyaállat és kölyke a texasi Waco nevű város állatkertjében

1997-ben a Központ a Biológiai Sokféleségért (Center for Biological Diversity) szervezet nyomására szövetségi szinten is elismerték a jaguárt veszélyeztetett fajként az USA-ban. 2008. január 7-én George W. Bush egyik embere, H. Dale Hall, aki az Amerikai Egyesült Államok Hal- és Vadvédelmi Szolgálatának (United States Fish and Wildlife Service) volt az igazgatója, aláírta azt az iratot, miszerint a jaguár megmentése mégsem össznemzeti cél. A Központ a Biológiai Sokféleségért és az Új-Mexikó-i Hal- és Vadvédelmi Szolgálat szerint azért döntöttek így, hogy nyugodtan befejezhessék az USA-t és Mexikót elválasztó határkerítést, amely kettévágja a jaguárok természetes útvonalait is. 2010-ben az Obama-kormány visszavonta a korábbi Bush-kormány döntését, továbbá azt javasolta, hogy legalább a „kritikus élőhelyek” kerüljenek védelem alá. Az USA Hal- és Vadvédelmi Szolgálatot a bíróság arra kötelezte, hogy készítsen tervet a jaguárok megmentésére, és jelöljön ki védett területeket. 2012. augusztus 20-án az Amerikai Egyesült Államok Hal- és Vadvédelmi Szolgálata Arizonában és Új-Mexikóban majd' 340 ezer hektár területet jelölt ki védett területként; ez nagyobb, mint Rhode Island területe. 2014. március 4-én a szövetségi vadvédelmisek körülbelül 1000 négyzetkilométernyi területet biztosítottak a jaguárnak a mexikói határ szomszédságában. Ez a hatalmas rezervátum a következő arizonai megyék egyes részeit foglalja magába: Pima, Santa Cruz és Cochise; továbbá az új-mexikói Hidalgo megyét.
2004-ben vadőrök Arizonában az állam déli részein kaptak lencsevégre és dokumentáltak jaguárokat. Jelenleg még nem teljesen tisztázott, de a nemrégiben készített jelentések alapján feltételezhető, hogy állandó populáció alakult ki délnyugaton, vagy ezek a nagymacskák csupán kóborlásuk közben áthaladtak a határon Sonoránál, Mexikóból. Azonban az Amerikai Egyesült Államokban a faj a veszélyeztetett fajok listáján szerepel, tehát védelem alatt áll és nem vadászható, vagyis ha bárhol délnyugaton a nyomukra bukkannak, a törvény szerint ez az állat nem zavarható meg. Északon, például Missouri környékén talált jaguármaradványok tanúskodnak arról, hogy ez a faj az Amerikai Egyesült Államok déli részén is elterjedt volt.

### Magyarországi állatkertekben
Magyarországon több állatkertben tartanak jaguárokat. A Nyíregyházi Állatparkban jaguár tenyészpár is élt, melyeknek több alkalommal születtek kölykei, és többször előfordult, hogy bár mindkét szülő fekete, foltos kölykök születtek. 2007-ben pedig egy fekete színű nyíregyházi születésű hím és egy foltos, német állatkertből való nőstény jaguár költözött be a Szegedi Vadasparkba. 2014-ben a győri Xántus János Állatkertben is született egy jaguár. A kölyök anyja 2011 májusában a krakkói állatkertben született, és a következő év telén érkezett Győrbe.

## Megjelenése

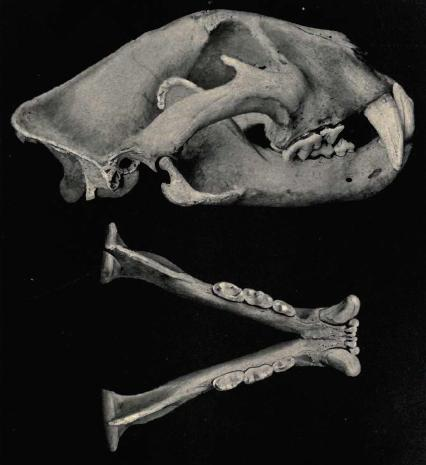
Az állat az erős állkapcsának és a nagy szemfogainak köszönhetően, könnyen elejti zsákmányát

A jaguárt foltozottsága miatt olykor összetévesztik …

A jaguár hasonlít a leopárdhoz, ám robusztusabb testfelépítésű és nagyobb foltok díszítik bundáját. Feje szögletesebb és rövidebb, végtagjai zömökebbek; egy hasonló méretű tigrissel vagy oroszlánnal összehasonlítva rövidebbek. A jaguár a Közép- és Dél-Amerikában a legnagyobb ragadozó emlős. A különböző állományok mérete és testtömege nagy mértékben változhat; az átlag 56–96 kilogramm között van. A nagyobb hímek elérik a 158 kilogrammos súlyt is; ez körülbelül megegyezik egy nőstény tigris vagy oroszlán súlyával. A legkisebb jaguár nőstények csak 36 kilogrammosak. A nőstények általában 10–20%-kal kisebbek, mint a hímek. Az orrhegyétől a farka tövéig az átlag méretű jaguár 112–185 centiméteres, a farokhossza körülbelül 45–75 centiméter; a nagymacskák között a testéhez képest ennek az állatnak van a legrövidebb farka. Jellemző marmagassága 57–81 centiméter. A szintén pettyes óvilági leopárddal összehasonlítva az újvilági macska nagyobb, nehezebb és erőteljesebb testfelépítésű.
Északról dél felé haladva a jaguárok mérete és testtömege egyre nő, emiatt a Dél-Mexikóban és Közép-Amerikában élő jaguárok általában kisebbek, a hímek 50–60, a nőstények 40 kilogramm körüliek, míg a pantanali hímek akár 136 kilogrammosak is lehetnek. Mexikó csendes-óceáni partján, a Chamela-Cuixmala nevű rezervátumban a jaguárok körülbelül 50 kilogrammosak, azaz mint egy átlagos nőstény puma (Puma concolor). Venezuelában és Brazíliában a hímek 95, míg a nőstények 56-78 kilogrammosak. Az erdőkben élő példányok sötétebb színűek és kisebb méretűek, mint a nyíltabb élőhelyeken levő fajtársaik; valószínűleg azért, mert az erdőkben kevesebb a nagytestű zsákmányállat, továbbá az árnyas erdőkben jobban rejtőzhet egy sötétebb árnyalatú ragadozó.

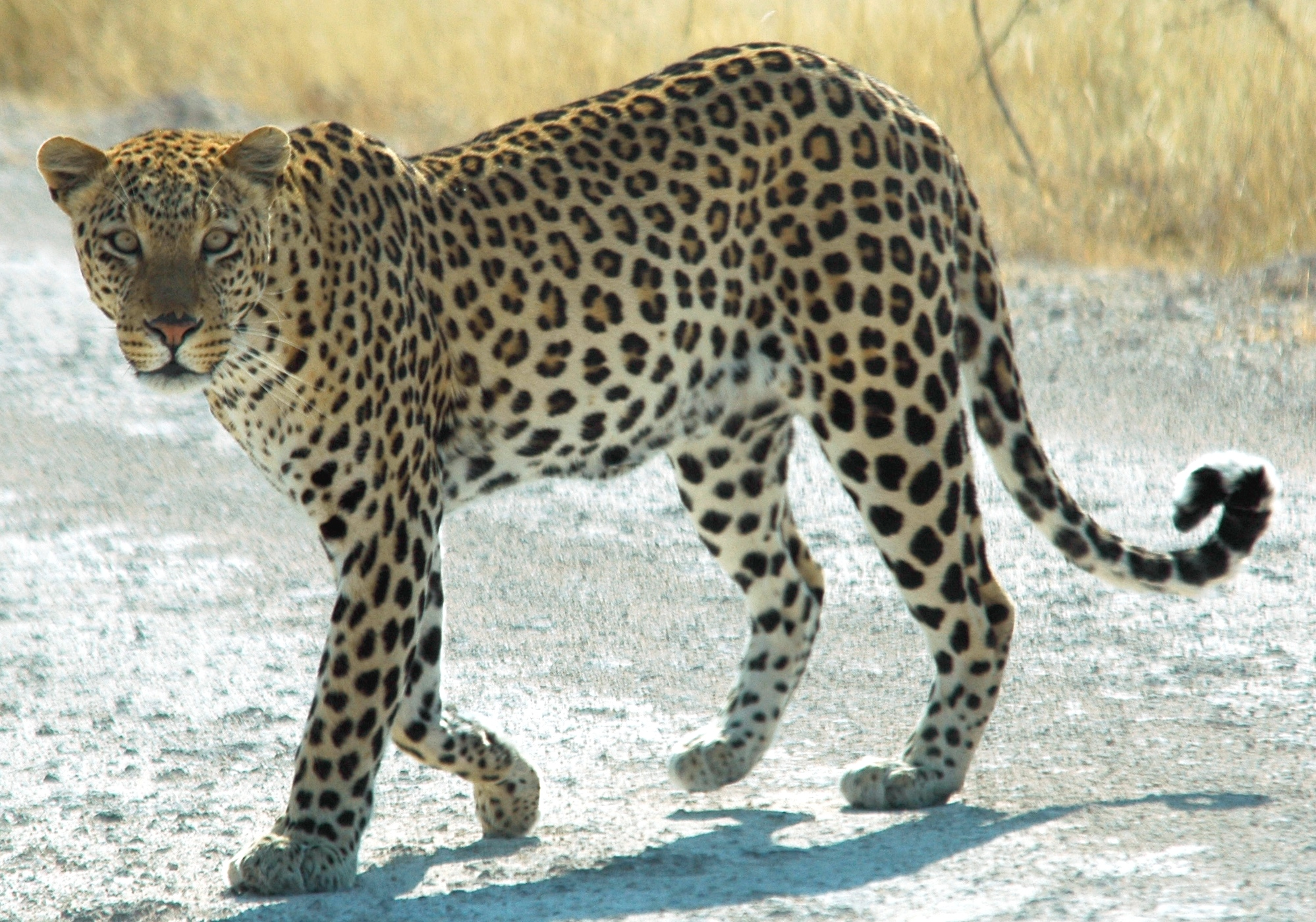
… a nála kisebb leopárddal

Az állat a rövidebb végtagjainak köszönhetően könnyedén mászik a fára, kúszik az aljnövényzetben, illetve úszik a vízben. A feje robusztus, az állkapcsa igen erős. Az összes macskaféle közül a tigris és az oroszlán után a jaguárnak van a harmadik legerősebb harapása; egy 100 kilogrammos példány elöl akár 500, hátul pedig akár 700 kilogrammsúly erővel is haraphat. Ezzel az erős harapásával az amerikai nagymacska a teknősök páncélját is át tudja harapni. Egy tanulmány, amely a különböző macskafélék harapásának az erősségét hasonlította össze, arra az eredményre jutott, hogy a testéhez képest a jaguárnak van a legerősebb harapása, őt mindjárt a ködfoltos párduc követi, a tigris és az oroszlán csak utánuk helyezkedik el. Egy beszámoló szerint egy jaguár 7,6 méteres magasságba 360 kilogrammos bikát vitt fel a fára. Erős állkapcsával a csontokat is szét tudja zúzni. Ez az amerikai ragadozó a sűrű esőerdőkben nagy, akár 300 kilogrammos zsákmányállatokra is vadászik; zömök, erőteljes felépítésű teste pedig éppen ehhez az életmódhoz alkalmas. Az állat bundájának az alapszíne általában sárgás drapp, de vörösesbarna vagy fekete is lehet; a hasi része azonban majdnem mindig fehér. Az alapszínen általában fekete foltok vannak; a foltok apróbb foltokból álló gyűrűkből tevődnek össze, amelynek közepén egy vagy több kisebb petty ül. A foltok mérete és összetétele példányonként változó. A foltos bunda rejtőjellege alkalmas a sűrű erdők árnyékos környezetében. A fejen és nyakon levő foltok egységesek, nincs körülöttük apró foltokból álló gyűrű. A farkon levő foltok néha sávokká állnak össze.

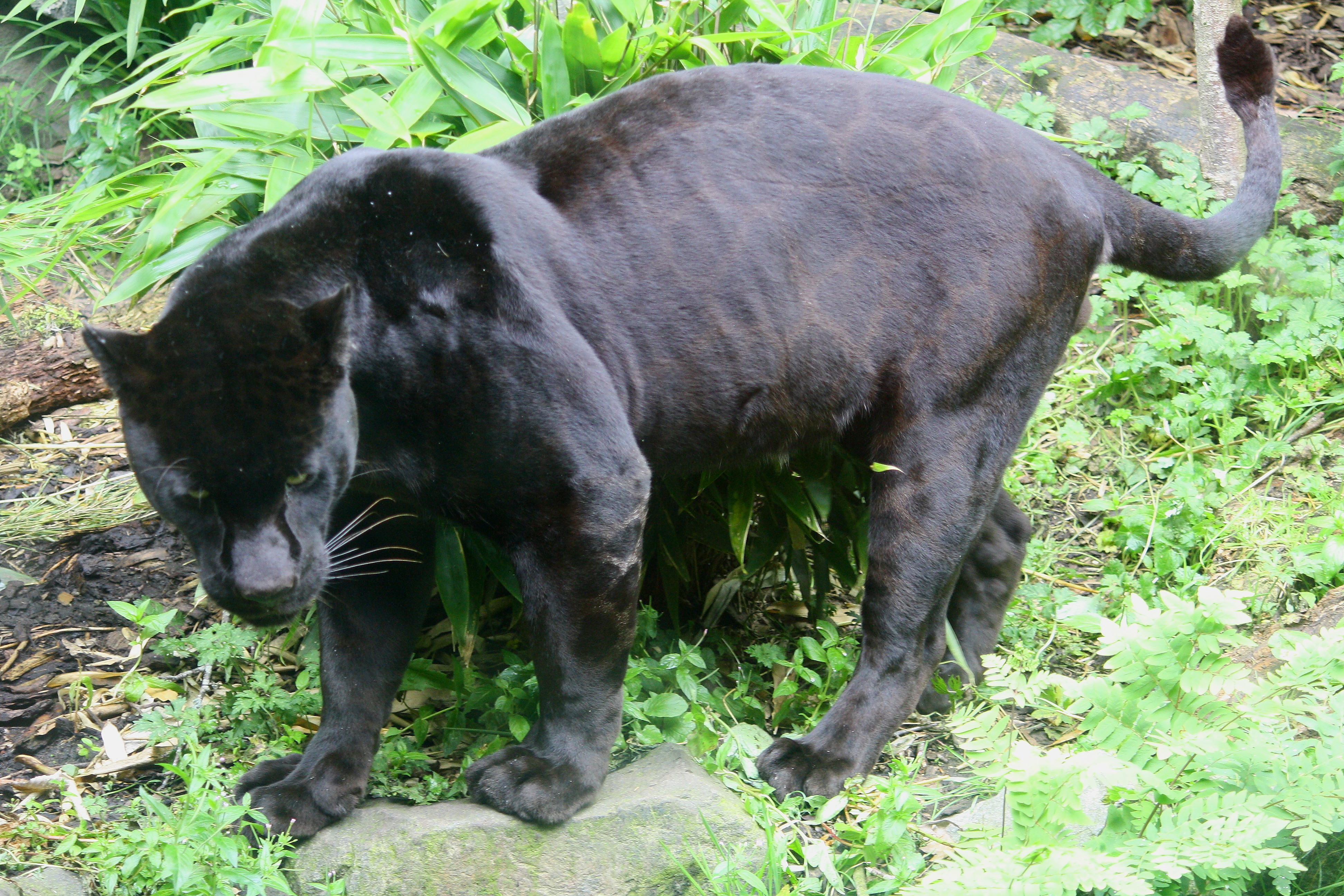
Fekete színű jaguárok az edinburghi és

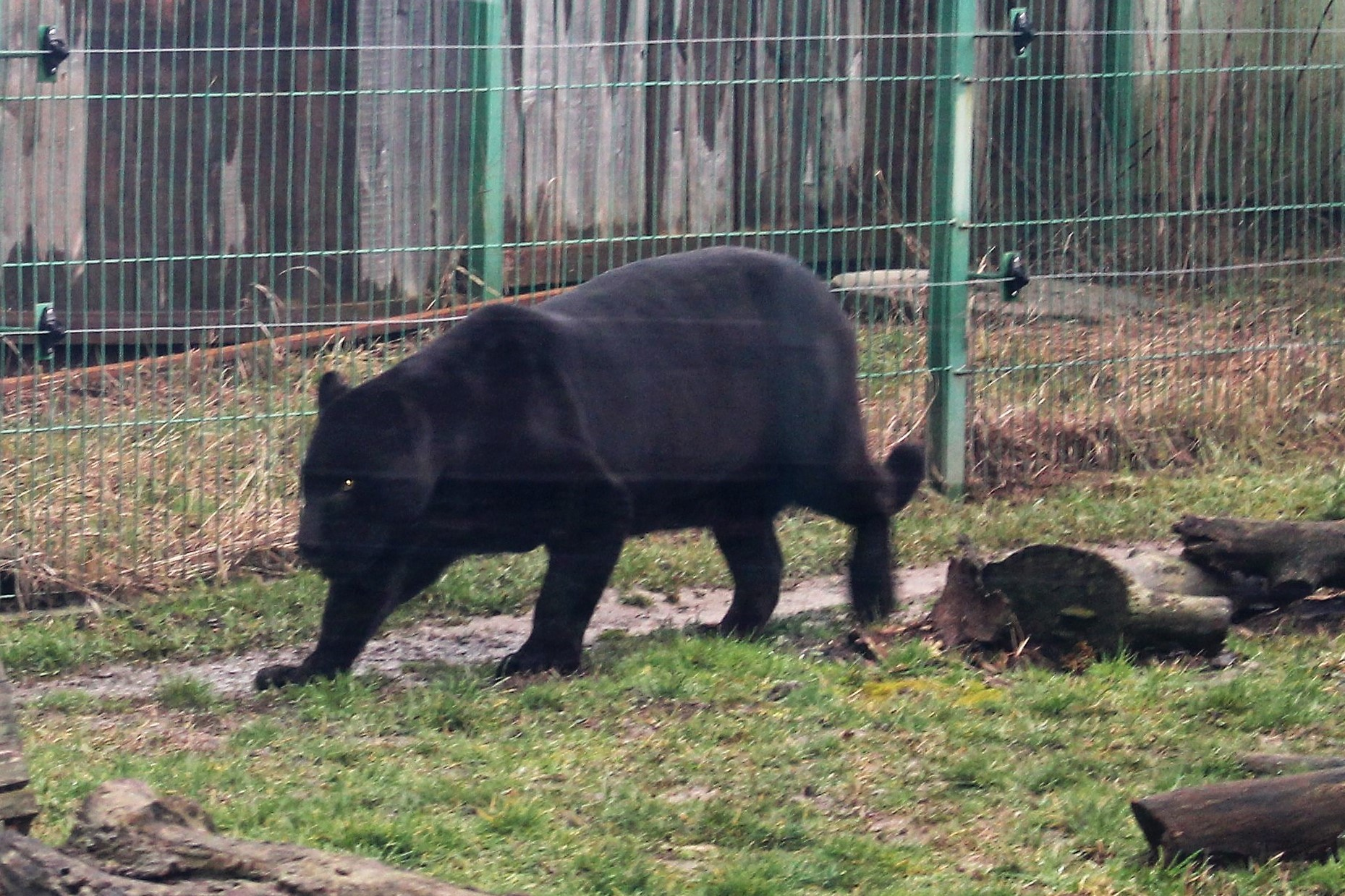
a nagyváradi állatkertekben

Bár első látásra a jaguár és a leopárd igen hasonlít egymásra, jobban megnézve az újvilági macskaféle erőteljesebb testfelépítésű és nehezebb, mint a rokona. A két állat a foltozottságban is különbözik, mivel a jaguárnak kevesebb foltja van, továbbá ezek nagyobbak és pettyek láthatók a közepükön; a leopárd foltjai egységesek. A jaguárnak kerekebb a feje és a testéhez képest rövidebbek a lábai.

### Melanizmus
A fajon belül színes többalakúság (polimorfizmus) fordul elő. A melanizmus rendszeresen előfordul, és szinte teljesen fekete egyedekben jelentkezik (közelről megvizsgálva a bundát észrevehetők benne a pettyek, amik a többi területtől eltérő színárnyalatúak).
A fekete megjelenés ritkább, mint a pettyes bunda, nagyjából a populáció 6%-a ilyen. Ez több nagyságrenddel nagyobb érték, mint a mutáció gyakorisága, vagyis ez a természetes szelekció következménye. A fekete testszínt egy domináns öröklődést mutató, de igen ritka genetikai allél okozza, ami sokkal ritkább, mint a leopárdnál. A melanizmusos jaguárokat néha „fekete párduc”-nak nevezik, bár nem alkotnak külön fajt.
Nagyon ritkák az albínó példányok (néha: fehér párduc), de előfordulhatnak ugyanúgy, mint más nagymacskáknál is. Ez azonban nagyon ritka, hiszen az albínók gyakorisága a természetben közel van a mutáció gyakoriságához.

## Életmódja

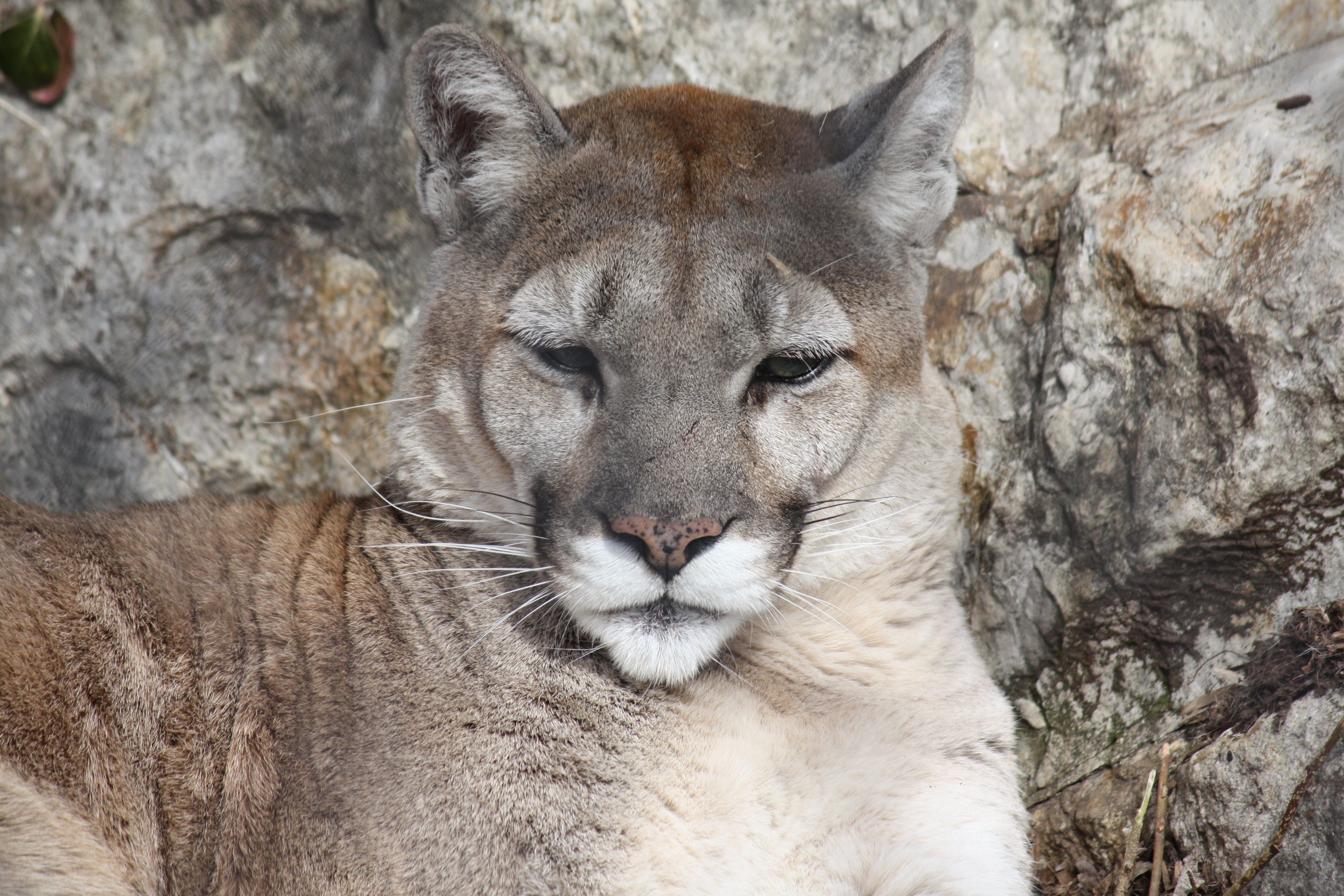
A jaguár sok helyen megosztja az élőhelyét a pumával

Élőhelyein a felnőtt jaguár csúcsragadozónak számít, tehát ő áll a tápláléklánc tetején, mivel rá nem vadászik semmi a vadonban. A jaguár a kulcsfaj címet is kiérdemli, mivel megakadályozza zsákmányállatainak, azaz a növény- és magevő emlősöknek a túlszaporodását. Ilyen módon egészséges egyensúlyt hoz létre az élőhelyein. Azonban az állat szerepét ezeken az élőhelyeken nehéz pontosan megvizsgálni. A jaguárt ugyanis nagyon nehéz természetes környezetében megfigyelni, továbbá az ilyen vizsgálatokat össze kell hasonlítani az olyan korábbi élőhelyekkel, ahonnan már kiirtották, végül pedig figyelembe kell venni a vizsgált területen az emberi tevékenység eredményeként bekövetkező hatásokat is. Az eddigi megfigyelések alapján a kulcsfaj hiányában a közepes méretű zsákmányállatok túlszaporodnak, ami negatívan hat az élőhelyükre. Bár van olyan nézet is, hogy az időnkénti túlszaporodás természetes jelenség és ennek következtében a kulcsfajhoz kapcsolt ragadozó elméletet nem fogadja el mindegyik kutató.
A jaguár az élőhelyein levő többi ragadozó állatra is hatással van. A jaguár és a puma, mely utóbbi az amerikai kettős kontinens második legnagyobb macskaféléje, gyakran egyazon helyen élnek; a vadászterületeik fedik, az útvonalaik pedig keresztezik egymást. Az olyan területeken, ahol mindkét faj előfordul, a puma mindig kisebb méretű, mint a helybeli jaguár. A közös élőhelyeken a pettyes macska általában a 22 kilogrammnál nehezebb zsákmányokat választja, míg a puma a 2–22 kilogramm közöttiekre vadászik. Ez a helyzet, főleg az olyan helyeken, ahol az ember is letelepedett, a puma javára szolgálhat, mivel a kisebb macskafélének nagyobb választéka van a kisebb testű zsákmányállatok közül. A puma ökológiai fülkéje nem annyira veszélyeztetett, mint a jaguáré, amelynek a megélhetéséhez nagyobb méretű áldozatok kellenek. Habár mindketten mérsékelten fenyegetett fajnak számítanak, a puma előfordulási területe jóval nagyobb, mint a jaguáré.

### Viselkedése

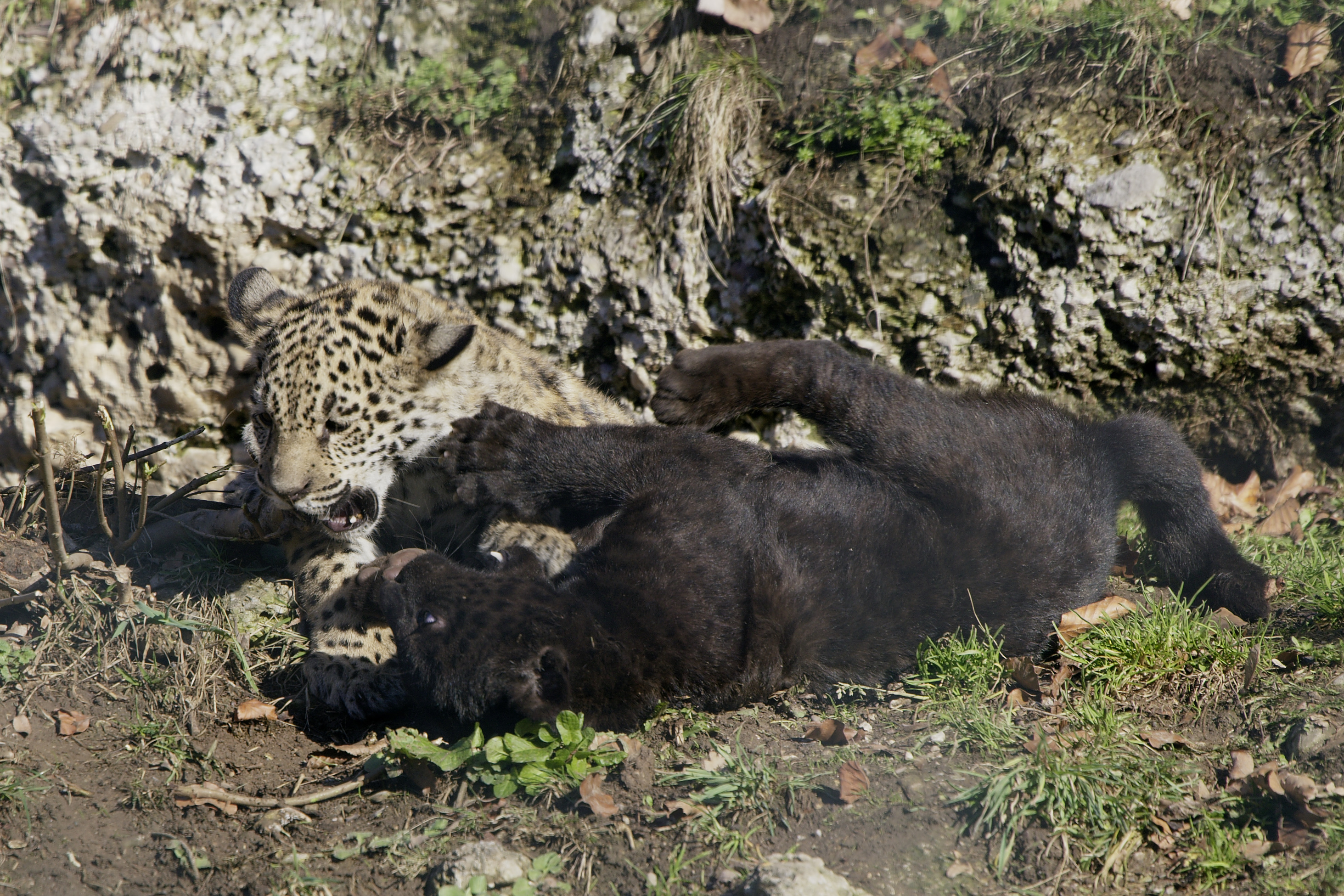
Ez a csúcsragadozó magányos állat, életének társas részei csak a kölyökkorában, valamint a szaporodási időszakban vannak

Mint a legtöbb macskafaj esetében, a szaporodási időszakon kívül a jaguár magányosan él; kivételt képeznek az anyából és kölykeiből álló „kis családok”. A felnőtt állatok csak a szaporodási időszakban keresik egymást. A vadászterületeik igen nagyok lehetnek. A nőstények területei 25–40 négyzetkilométer körüliek, és néhol fedhetik egymást, bár az állatok ezt inkább elkerülik. A hímek területe általában kétszer akkora, mint a nőstényeké, továbbá az övéik nem fedik egymást. A terület mérete függhet a táplálékkínálattól és a jaguár állomány sűrűségétől. A területek határait a fák törzsének kaparásával, valamint vizelet- és ürülékjelzésekkel jelölik meg.
A többi nagymacskához hasonlóan a jaguár is képes nagyokat ordítani; ez a hangos és rekedt ordítozása a terület védelmét valamint a riválisok elriasztását célozza. A kutatók azt is megfigyelték, hogy a jaguárok kiáltozó „párbeszédeket” is tartottak. Az ordítása általában ismétlődő köhögésre emlékeztet, amelybe nyávogást és hörgést is kever. A szaporodási időszakban a hímek megküzdhetnek egymással, de ez ritkán fordul elő; ha lehet, elkerülik az összecsapásokat. A viadalok általában a terület miatt vannak, hiszen egy hím területén nemcsak zsákmányállatok, hanem 2–3 nőstény is található. Általában a fiatal hímek próbálják meg szerencséjüket az idősebbekkel szemben.
A jaguárt általában éjszakai életmódú állatként tartják számon; valójában hajnalban és szürkületkor tevékeny. Mindkét nembeli állat vadászik, de mivel a hím vadászterülete nagyobb, mint a nőstényé, naponta nagyobb utakat tesz meg. Nappal is vadászhat, ha bőséges a zsákmánykínálat a vadászterületén. A többi nagymacskához képest aktívabb, idejének 50–60%-át vadászattal vagy területjelöléssel tölti. Mivel rejtőzködő életmódot folytat és az élőhelye általában nehezen megközelíthető, a jaguárt a vadonban nagyon nehéz megfigyelni, tanulmányozni.

### Táplálkozása

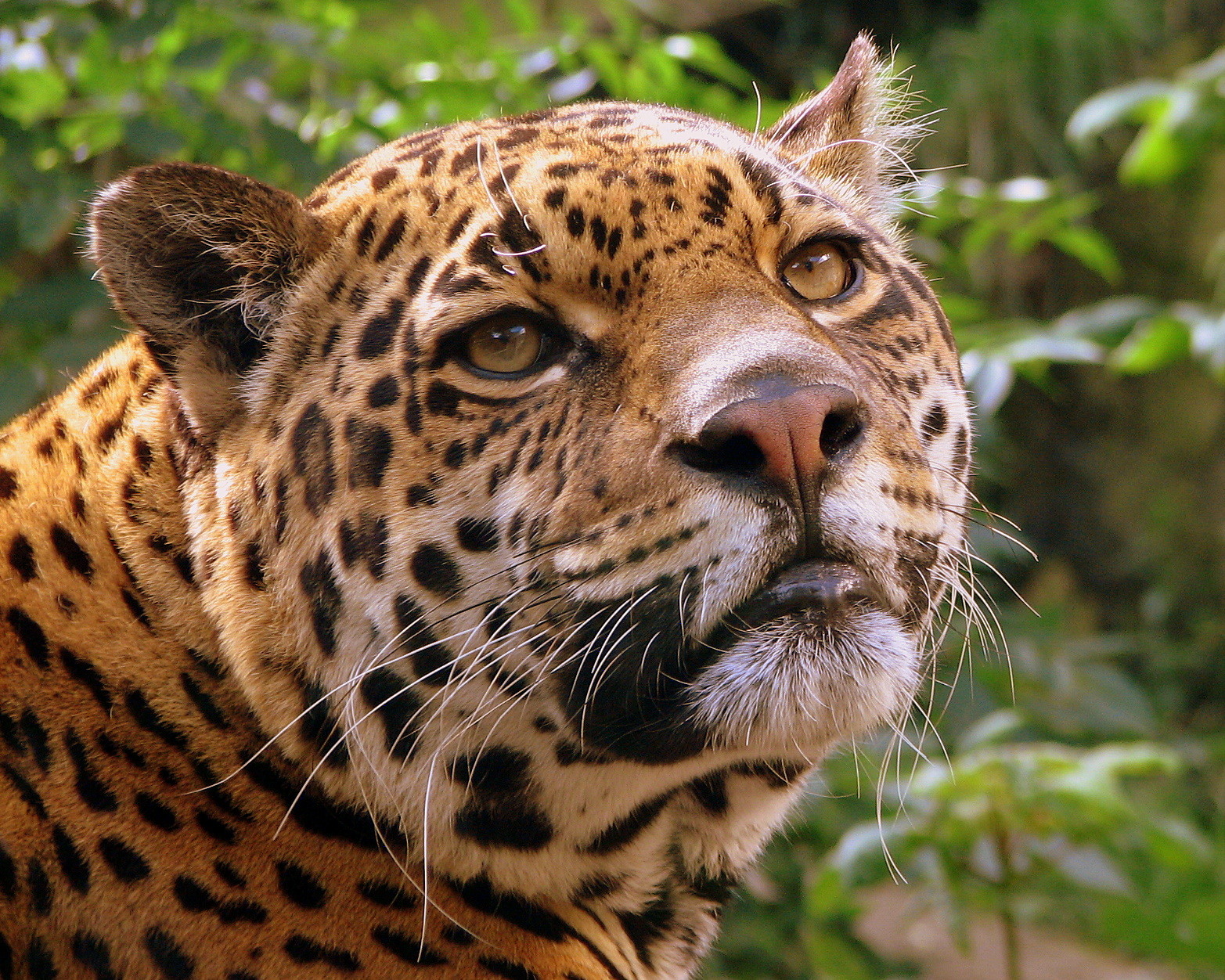
A jaguár nagy feje erős állkapcsot hordoz, ezzel pedig nagy állatok koponyáit is össze tudja zúzni

A jaguár jó úszó, azon kevés macskaféléhez tartozik, amelyek – akár a tigris – kedvelik a vizet. Kitűnően mászik fára is. Elsősorban a folyók közelében, mocsarakban és sűrű esőerdőkben fordul elő, ahol az átláthatatlan aljnövényzetben könnyedén becserkészheti a zsákmányt. Ez az állat igazi húsevő, csakis más állatok vadászatából és azok húsának elfogyasztásából él. Szívesen vadászik bármire, ami az útjába kerül és megéri a fáradságot. Az étlapja legalább 87 fajból tevődik össze. Közép- és Dél-Amerika szárazföldi és mocsári gerinceseit kedveli; ezekből is a nagyobb testűeket részesíti előnyben. Mivel Amerikákban – az Óvilágtól eltérően – kevesebb nagytestű, patás állat él, viszont többféle apróvad található, a jaguár a rokonaitól eltérően nem lehet válogatós a zsákmányszerzéskor. Számos gerinces állatfajra vadászik, köztük szarvasfélékre, kajmánra, közönséges tapírra, vízidisznóra, rókára, pekarifélékre és olykor akár anakondákra is. Továbbá fogyaszt lajhárt, majmokat, talajon élő madarakat (hokkóféléket), békát, teknősöket, egeret és halakat. A belizei Cockscomb Basin Wildlife Sanctuary-ban végzett megfigyelések szerint a jaguár étlapja főleg övesállatokból és pakafélékből tevődik össze. Az ember közelében a jaguárok néha rátámadhatnak a szarvasmarhákra és a lovakra is.
Újabban észrevették, hogy a vadonban a jaguár megeszi a Banisteriopsis caapi (ayahuasca) nevű növény gyökereit is.
Ez az állat a többi Panthera nembeli rokonához hasonlóan a nyakharapást, illetve a fullasztást használja zsákmányszerzéskor, de van egy sajátos módszere is: a koponya átharapása. Ez a módszer a halántékcsontok (os temporale) átharapásából és az agyba fúródó szemfogakból tevődik össze; ezt a hatásos módszert főleg a pekarik és a vízidisznók vadászatakor használja. Meglehet, hogy ez a módszer a pleisztocén végi kihalás idején fejlődött ki, amikor is a nagyobb emlős zsákmányok fogyatkozni kezdtek, és a jaguár kénytelen volt áttérni a jobb tűrőképességű teknősök fogyasztására. A koponyaátharapás módszerét főleg az emlős zsákmányok esetében alkalmazza. Kajmán vadászatakor ráugrik a hüllő hátára és átharapja a nyakcsigolyát, lebénítva ezzel vízi ellenfelét. Bár könnyen szét tudja törni a teknősök páncélját, a legtöbbször azonban a mancsával „kanalazza” ki a páncélosállat tartalmát a teknő feji nyílásából. Amikor tojást rakó tengeri teknősökre vadászik, mint például a 385 kilogrammos kérgesteknősre (Dermochelys coriacea), akkor a jaguár a koponya átharapását alkalmazza, vagy gyakran lefejezi áldozatát, aztán pedig behurcolja a tengerpart menti erdőbe. Beszámolók szerint, amikor ez az amerikai nagymacska lóra támad, akkor rászökik a hátára, egyik mancsával belekap a pofájába, míg a másikkal a tarkóját ragadja meg, és egy rántással eltöri a nyakát. Helybéliek elmondása szerint amikor összekötött lovakat támadott meg, akkor a jaguár megölte az egyik lovat, utána pedig az áldozatát az élő állattal együtt behúzta az erdő sűrűjébe; ez a történet azonban nem életszerű, és valószínűleg a ragadozótól való félelem szülte mondák közé lehet sorolni. Az olyan zsákmányállatok esetében, mint például egy kisebb méretű kutya, egy koponyára mért mancscsapás bőven elég lehet a zsákmány leterítéséhez.

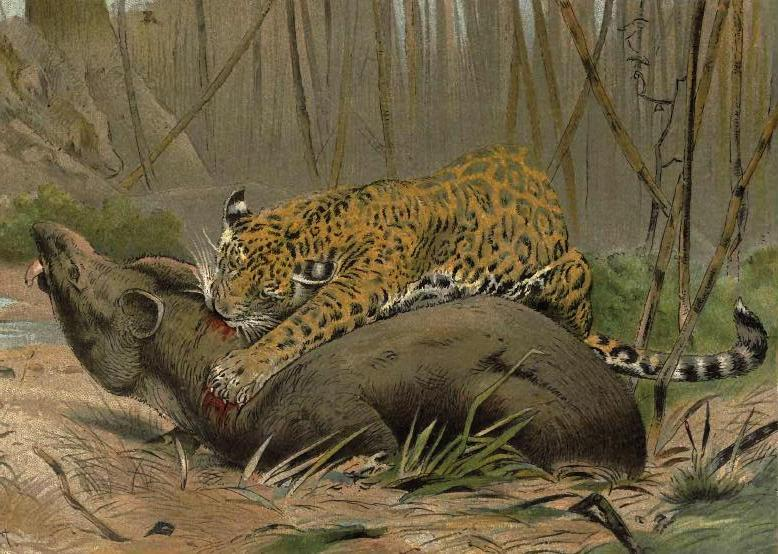
Jaguár tapírt zsákmányol. Ha elég táplálékhoz jut, akár 25 kilogramm húst is felfalhat egy ültében

A jaguár, mint sok más rokona, lesből támad, zsákmányát nem üldözi hosszú távon. A nagymacska nesztelenül jár az erdő ösvényein, közben fülel az arra járó áldozatokra. Miután észrevette zsákmányát, lelapul és megvárja, amíg az közelebb nem jön, vagy csendesen a közelébe oson. Amikor a zsákmányállat elég közel van, a jaguár ráveti magát. A jaguár nesztelensége majdnem egyedülálló az állatvilágban, e képessége egyaránt lenyűgözte az indiánokat és a kutató biológusokat is. Kiváló abban is, hogy éppen olyan jól meg tudja fogni a víziállatokat, mint a szárazföldieket, és a vízben is el tudja hurcolni a termetesebb zsákmányokat is. Olyan ereje van, hogy a fára is fel tudja vonszolni a tinó méretű állatokat is.
Miután megölte a zsákmányát, a jaguár a táplálkozást nem az áldozat hasától kezdi, mint a rokonai, hanem a nyakától és mellétől. Hamarább a szívet és a tüdőt fogyasztja el, utána pedig a vállakat. Egy 34 kilogrammos állatnak napi 1,4 kilogramm táplálék kell a túléléshez. A fogságban tartott 50–60 kilogrammos jaguároknak napi 2 kilogramm hús ajánlott. A vadonban a jaguár nem táplálkozik rendszeresen, emiatt ha sikeres volt a vadászata, akkor akár 25 kilogrammnyi táplálékot is felfalhat, utána pedig napokig elvan étel nélkül. Az összes többi Panthera-fajtól eltérően a jaguár csak ritkán támad emberre. Néha egy-egy sebesült vagy idősebb példány leromlott fogazata miatt közelebb merészkedik a lakott területekhez, így fordulhatnak elő ember elleni támadások. Ha félnek vagy rájuk ijesztenek, akkor a fogságban tartott jaguárok is felléphetnek támadóan, akár még a gondozóikkal szemben is.

## Szaporodása

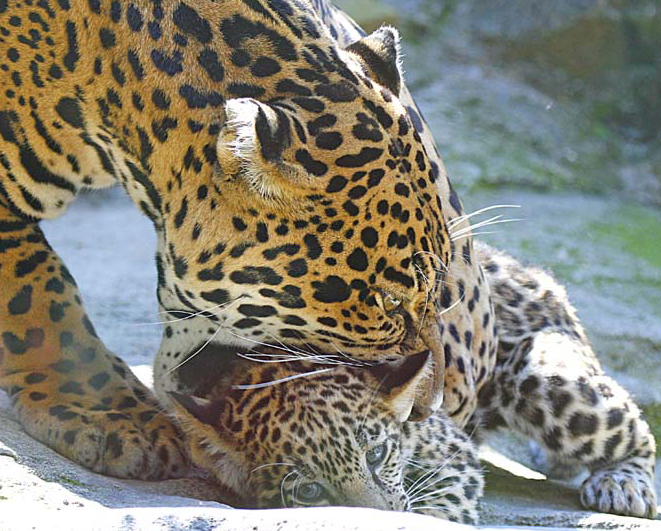
Az anyaállat a szájával felveszi a kölykét

A fiatal hímek 3–4 éves koruk körül, a nőstények pedig 1 évvel korábban érik el az ivarérettséget. Feltételezések szerint a vadonban az egész év folyamán szaporodhat, bár kölykeinek akkor ad életet, amikor bőséges a táplálékkínálat. A fogságban tartott hímek az egész év során készek a szaporodásra; a hímivarsejt mennyisége és minősége nem változik egyik évszakról a másikra; bár olyan esetek is vannak, amikor a fogságban tartott hímek nem voltak képesek a megtermékenyítésre. A nőstények, ha nem vemhesek, minden 37 nap után tüzelnek; a tüzelés 6–17 napig tart. Ekkortájt a nőstény különleges szagú vizelettel és többszöri hangadással jelzi a készségét. Mindkét nembeli állat a párkeresés céljából nagyobb területeket jár be, mint amekkorát az év más szakaszaiban szokott.
A párzás után a pár felbomlik. A kölyköket kizárólag a nőstény látja el, illetve védelmezi. A nőstények 93–105 napos vemhességi idő után 1–4, általában 2 kölyöknek adnak életet, közülük átlagosan 1–2 éri meg a felnőttkort. Miután az anyaállatok leellettek, nem tűrik meg más jaguárok, főleg hímek jelenlétét, mivel mint a tigris esetében is, a jaguároknál is előfordulhat a kölykök fajtársak általi megölése.
A kicsik vakon jönnek a világra, két hét után nyílik ki a szemük. Az elválasztás 3 hónap után következik be, és 6 hónapos koruk előtt indulnak önálló utakra. Egy-két évig maradnak anyjukkal, mielőtt elkezdenének saját terület után kutatni. Életük első éveiben a hímek nomád életet élnek, gyakran idősebbeket hívnak ki harcra a területek megszerzése céljából.
Átlagos élettartamuk a vadonban 12–15 évre becsülhető, fogságban akár 23 évig is élhetnek; a macskafélék közül a leghosszabb élettartamúak közé sorolhatók.

### Hibridek

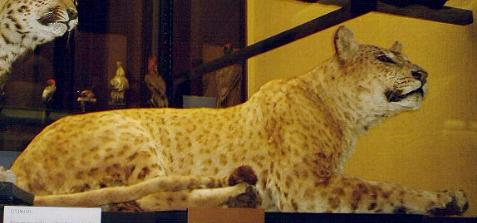
Kitömött jaglion; az apja jaguár, az anyja pedig oroszlán

Állatkertekben olykor más nagymacskákkal hibridizálódik. Ilyenek például: a jagulepek (jaguár–leopárd hibridek), valamint a tigris és jaguár–leopárd keverékek nászából született utódok, amelyeket a ti-lepjag, illetve ti-jagulep szókombinációkkal neveztek el.
Az alábbi táblázat bemutatja, hogy az egyes Panthera-fajok kereszteződéséből mi jöhet létre:
|            | Oroszlán♀ | Tigris♀   | Jaguár♀ | Leopárd♀  |
| ---------- | --------- | --------- | ------- | --------- |
|            | Lion      | Tiger     | Jaguar  | Leopard   |
|            | P. leo    | P. tigris | P. onca | P. pardus |
| Oroszlán ♂ | Oroszlán  | Liger     | Liguar  | Liard     |
| Tigris ♂   | Tigon     | Tigris    | Tiguar  | Tigard    |
| Jaguár ♂   | Jaglion   | Jager     | Jaguár  | Jagulep   |
| Leopárd ♂  | Leopon    | Leotig    | Lapjag  | Leopárd   |

## A jaguár és az ember

### Veszélyeztetettsége és védelme

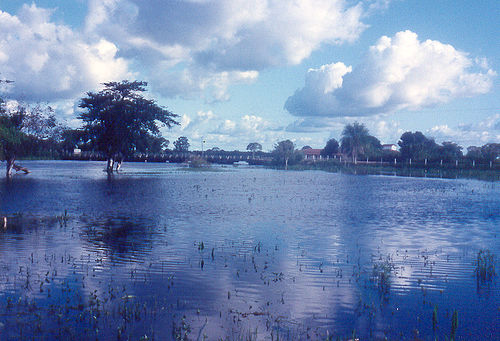
A Pantanal az áradások idején; az ilyen élőhelyek létfontosságúak a jaguár vadonbeli fennmaradásához

A jaguárállományok egyedszámai rohamosan csökkennek. A Természetvédelmi Világszövetség (IUCN) mérsékelten fenyegetett fajként tartja számon ezt a csúcsragadozót, és attól tart, hogy a jövőben ki fog halni a vadonból. Az élőhelyeinek az elvesztése, beleértve az USA-beli előfordulási területeit is, valamint a még meglévők feldarabolódása mind a kihalásához vezethetnek. E faj számára talán az 1960-as évek voltak a legnehezebbek, mivel a brazíliai Amazonas vidékén évente több mint 15 000 példányt ejtettek el a pettyes szőrméjéért. Az 1973-as évi Washingtoni egyezmény (CITES) után a jaguárszőrme-kereskedelem erős hanyatlásnak indult. A Vadvédelmi Társaság (Wildlife Conservation Society - WCS) által pénzelt kutatás szerint a jaguár elvesztette történelmi előfordulási területének 37%-át, elterjedésének további 18%-ában bizonytalan a jelenléte. A kutatások szerint, ha meggátolják az orvvadászatát és az élőhelyeinek az elvesztését, a jaguár hosszútávú fennmaradása 70%-ban biztosított; főleg az Amazonas-medencében, a Gran Chacóban és a Pantanalban. Belize 1990-ben létrehozta a Cockscomb Basin Wildlife Sanctuaryt, a világ legelső olyan védett területét, amely a jaguár védelmét és tanulmányozását tűzte ki célul.
Fennmaradását sok tényező veszélyezteti; többek között az erdőirtás, az emberrel való versengés (az ember is ugyanazokat a zsákmányállatokat vadássza), az orvvadászat, a trópusi ciklonok (főleg az elterjedésének az északi részén) és a farmerek bosszúvágya, miután a jaguár meg-megöl néhány háziállatot. Az olyan helyeken, ahol szarvasmarha-tenyésztés folyik, a jaguár rászokik a háziállatok vadászatára. Habár a szarvasmarha-tenyésztés erdőirtást igényel, ami károsan hat a jaguár állományra, az új zsákmányállatok jelenléte haszonnal jár a jaguár számára. Amikor először betelepítették a szarvasmarhákat Dél-Amerikába, a jaguárok egyedszáma megnőhetett. A farmerek viszont jaguárvadászatra szakosodott vadászokat fogadnak fel, akik aztán elijesztés helyett gyakran lelövik a foltos nagymacskát.
A jaguár rajta van a Washingtoni egyezmény 1. listáján, amely a különösen veszélyeztetett fajokat foglalja magába; tehát szigorúan tilos a jaguárral vagy valamelyik testrészével kereskedni. A következő országok betiltották a vadászatát: Argentína, Belize, Kolumbia, Francia Guyana, Honduras, Nicaragua, Panama, Paraguay, Suriname, az Amerikai Egyesült Államok (ahol az Endangered Species Act törvény szerint veszélyeztetettnek minősül), Uruguay és Venezuela. Brazíliában, Costa Ricában, Guatemalában, Mexikóban és Peruban engedélyezett a „bajt okozó állatok” kilövése. Bolíviában trófeaként vadászható. Ecuadorban és Guyanában nem részesül semmiféle védelemben.

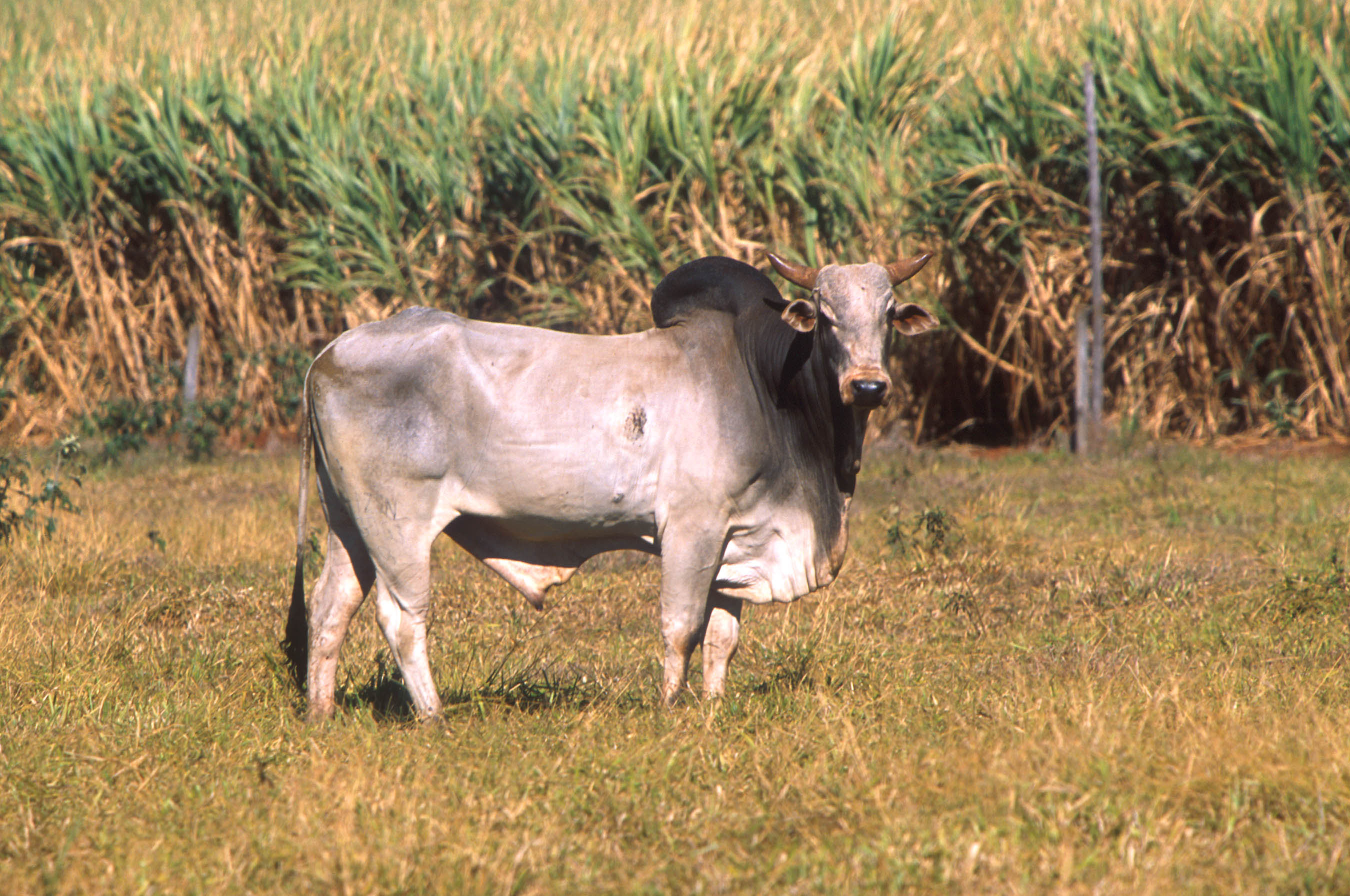
Mivel előszeretettel támad rá a szarvasmarhákra, a farmerek egyáltalán nem kedvelik ezt a nagymacskát

Manapság a jaguár megmentése érdekében a farmereket próbálják megtanítani az ökoturizmus előnyeire. A jaguárt általában ernyőfajnak tekintik, mivel hatalmas vadászterületein sok más kisebb állat területe helyezkedik el, és ha a jaguár területe védett, akkor a többi állat élőhelye is védelemben részesül. A jaguár a ragadozó mivolta miatt igen fontos szereplője az élőhelyének. Az ökológusok megpróbálják a megmaradt, de elszigetelődött területeket „zöld folyosók” révén összekapcsolni, hogy a különböző állománybeli jaguárok tudjanak gént cserélni és a populációikat egészségesen tartani. Az összekötő folyosókon más állatok is átkelhetnek.
Mivel élőhelyei, főleg az Amazonas vidékének középső részein, nagyon nehezen érhetők el, a jaguárállomány pontos becslése majdnem lehetetlen. A kutatók csak néhány élőhely felmérését képesek elvégezni, például 1991-ben Belizében feltehetőleg 600–1000 példány élt. Egy évvel korábban a mexikói Calakmul 4000 négyzetkilométernyi bioszféra-rezervátumában 125–180 jaguár lehetett, míg ugyanezen ország Chiapas nevű államában 350 egyedről tudtak. A szomszédos Guatemalában a 15 000 négyzetkilométernyi Maya bioszféra-rezervátumában 465–550 jaguár élt. 2003-ban és 2004-ben a GPS-es megfigyelések segítségével a kutatók megtudták, hogy a Pantanalban 100 négyzetkilométernyi területen csak 5–6 példány élhet meg, és nem 10–11, mint ahogy azt a hagyományos módszerek alkalmazásával vélték a biológusok. Ez az eltérés arra irányította a figyelmet, hogy a hagyományos számlálási módszerek nagyobb példányszámot adnak a helyesnek tekintett GPS-es adatokhoz képest.
Korábban a jaguárok védelme abból állt, hogy azokat a területeket védték, ahol a jaguársűrűség nagyobb volt; így tehát egy nem nagy helyen 50 állat is élhetett, és mindig ugyanazok az állatok párosodtak egymással. Azonban, hogy a faj fennmaradjon és egészséges legyen, folytonosan kéne frissítse a génállományát, ehhez pedig a különböző védett területeket össze kell kötni. Ezért megvalósítottak egy új tervet, a Paseo del Jaguart (a jaguár ösvényét), ami összeköti a jaguár néhány fontosabb területét.
Állatkertekben ritkább, mint a Panthera emlősnembe tartozó rokonai. A jaguárok megmentése érdekében az európai állatkertek egységes törzskönyvet vezetnek a faj összehangolt tenyésztéséről.

### A jaguár a közép- és dél-amerikai kultúrákban

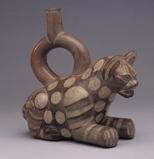
Jaguármotívumos tárgy

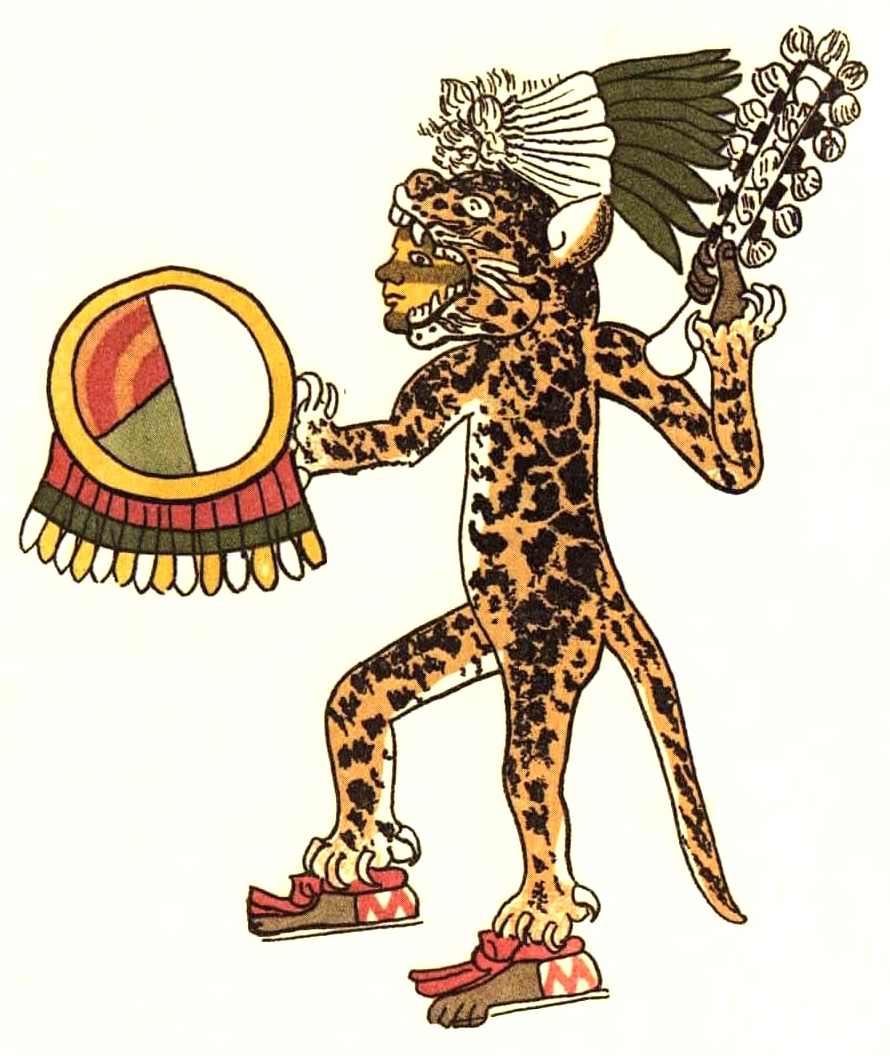
Jaguárharcost ábrázoló rajz

A közép- és dél-amerikai kultúrákban a jaguár az erő szimbóluma volt. Az andoki kultúrákban, mint például a Chavín-kultúrában, az i. e. 1. évezredben, a hitük szabatosan kidolgozott ikonográfiájának középpontjában a félelmet keltő jaguár, kígyó és madár állt. Legfőbb szereplője minden bizonnyal a "chavíni lándzsán" és a Raimondi-sztélén megjelenített isteni lény volt, amely e három állat főbb jellemvonásait ötvözte. A későbbi Moche-kultúrában, amely Peru északi részén virágzott, a kerámiaedényeken számos jaguármotívum látható.
A közép-amerikai olmékok, akik körülbelül ugyanabban az időben éltek, mint a Chavín-kultúrabeliek, jelentős mértékben befolyásolták a későbbi öböl menti kultúrákat. Legfőbb motívumaik jaguárszerű lények voltak; ezek vagy stilizált jaguárokat, vagy jaguár jellemzőkkel bíró embereket ábrázolnak. A jaguár valaha uralkodói cím volt, melyet a maja hagyományokban az uralkodó hercegeknek, hercegnőknek és uralkodói családoknak adományoztak. A helyi emberek a hatalom és erő szimbólumának tekintették. A maja civilizációban úgy hitték, hogy a jaguár közvetíti az élők és holtak kommunikációját és megvédi a királyi családokat. A maják társuknak tekintették a jaguárt a szellemvilágban. Az aztékoknál létezett egy elit harcos osztály, melynek tagjait jaguárharcosoknak hívták. Az azték mitológiában a jaguár Tezkatlipoka totemállata.

### A jaguár a kortárs kultúrákban

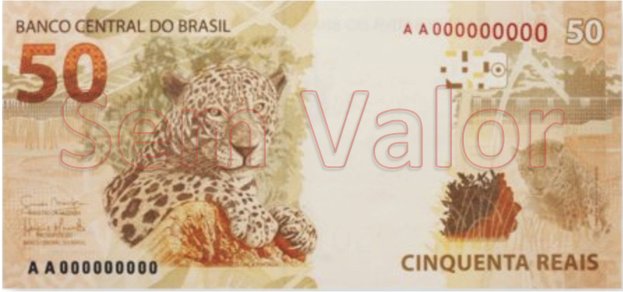
Jaguár a brazíliai 50 reáloson

A jaguár képét és nevét számos kortárs kultúra használja. Ez a nagymacska Guyana nemzeti állata, és az ország címerében is megtalálható. Kolumbiában, az Amazonasért felelős minisztérium zászlóján egy vadászra támadó jaguár látható. Szerepel a brazil real bankjegyeken is. Dél-Amerikában még manapság is számos indián mitológiában jelen van, főleg úgy tartják számon, mint aki megtanította az embert, hogyan uralja a tüzet.
A brit luxusgépkocsi, a Jaguar Cars jelképe. A sportban az National Football Leagueben (NFL) a Jacksonville Jaguars amerikaifutball-csapat nevében, míg a mexikói labdarúgásban a Jaguares de Chiapas nevében szerepel e ragadozó megnevezése. A mexikói Grammy-díjas rockcsapatot, a „Jaguares”-t szintén ez az állat ihlette a név választásában. Az maja kultúra tiszteletére az 1968. évi nyári olimpiai játékok során, melyet Mexikóvárosban rendeztek meg, a hivatalos kabalaállat egy vörös jaguár volt. A „Madagaszkár 3.” című animációs filmben Gia, a vándorcirkusz egyik tagja egy jaguárlány.

## Fordítás
- Ez a szócikk részben vagy egészben  a   Jaguar című angol Wikipédia-szócikk ezen változatának fordításán alapul.  Az eredeti cikk szerkesztőit annak laptörténete sorolja fel. Ez a jelzés csupán a megfogalmazás eredetét és a szerzői jogokat jelzi, nem szolgál a cikkben szereplő információk forrásmegjelöléseként.